# Lennart Hjalmarson
Anders Lennart Hjalmarson, född 1944 i Borås, död 2012, var en svensk nationalekonom.
Hjalmarson disputerade 1976 på Handelshögskolan vid Göteborgs universitet och blev 1979 professor i nationalekonomi vid samma lärosäte. Han invaldes 1983 som ledamot av Kungliga Ingenjörsvetenskapsakademien.